# Jamides aratus
Jamides aratus is een vlinder uit de familie van de Lycaenidae. De wetenschappelijke naam van de soort is voor het eerst gepubliceerd in 1782 door Caspar Stoll.

## Verspreiding
De soort komt voor in Indonesië.

## Ondersoorten
- Jamides aratus aratus (Stoll, 1782)
- Jamides aratus adana (Druce, 1873)
- Jamides aratus masu (Doherty, 1891)
- Jamides aratus batjanensis (Röber, 1886)
- Jamides aratus djampeana (Snellen, 1890)
- Jamides aratus lunata (de Nicéville, 1898)
- Jamides aratus ezeon (Fruhstorfer, 1916)
- Jamides aratus tryphiodorus (Fruhstorfer, 1916)
- Jamides aratus tryphiodorus (Fruhstorfer, 1916)
- Jamides aratus minthe (Fruhstorfer, 1916)
- Jamides aratus sestus (Fruhstorfer, 1916)
- Jamides aratus makitai Takanami, 1987
- Jamides aratus vignei Rawlins, Cassidy, Müller, Schröder & Tennent, 2014
- Jamides aratus roberti Rawlins, Cassidy, Müller, Schröder & Tennent, 2014
- Jamides aratus samueli Rawlins, Cassidy, Müller, Schröder & Tennent, 2014